# Turning Point (2019)
Turning Point (2019) – gala wrestlingu, zorganizowana przez amerykańską federację Impact Wrestling we współpracy z Pennsylvania Premiere Wrestling, która była transmitowana za pomocą platformy Impact Plus. Odbyła się 9 listopada 2019 w Holy Family Academy w Hazleton. Była to trzynasta gala z cyklu Turning Point.
Karta walk składała się z dziesięciu pojedynków, w tym czterech o tytuły mistrzowskie. W walce wieczoru Sami Callihan (c) pokonał Briana Cage’a, broniąc Impact World Championship. W innych walkach Ace Austin zachował Impact X Division Championship po pokonaniu Jake’a Crista, The North (Ethan Page i Josh Alexander), Impact World Tag Team Championi, pokonali Richa Swanna i Williego Macka. Ponadto Clutch Adams pokonał Charlesa Masona, Deseana Pratta, Evandera Jamesa, Facade’a (z Dani Mo) i KC Navarro, utrzymując PPW Heavyweight Championship.

## Wyniki walk
Zestawienie zostało opracowane na podstawie źródeł:
| Nr                                 | Wyniki | Stypulacje                                                              | Czas  |
| ---------------------------------- | --- | ----------------------------------------------------------------------- | ----- |
| 1                                  | Jordynne Grace i Tessa Blanchard pokonały Havok i Madison Rayne                                              | Tag Team match                                                          | 6:40  |
| 2                                  | Clutch Adams (c) pokonał Charlesa Masona, Deseana Pratta, Evandera Jamesa, Facade’a (z Dani Mo) i KC Navarro | 6 Way Scramble match o PPW Heavyweight Championship                     | 8:40  |
| 3                                  | Michael Elgin pokonał Mike’a Orlando (z Mr. Martinezem)                                                      | Singles match                                                           | 11:10 |
| 4                                  | Moose pokonał Fallah Bahha                                                                                   | Singles match                                                           | 9:15  |
| 5                                  | Taya Valkyrie (z Johnem E. Bravo) pokonała Tenille Dashwood                                                  | Singles match                                                           | 12:25 |
| 6                                  | The North (Ethan Page i Josh Alexander) (c) pokonali Richa Swanna i Williego Macka                           | Tag team match o Impact World Tag Team Championship                     | 13:45 |
| 7                                  | Eddie Edwards pokonał Mahabali Sherę                                                                         | Singles match o posiadane przez Edwardsa Call Your Shot Gauntlet Trophy | 8:40  |
| 8                                  | Ace Austin (c) pokonał Jake’a Crista                                                                         | Singles match o Impact X Division Championship                          | 10:35 |
| 9                                  | Rob Van Dam (z Katie Forbes) pokonał Rhino w wyniku dyskwalifikacji                                          | Singles match                                                           | 9:15  |
| 10                                 | Sami Callihan (c) pokonał Briana Cage’a                                                                      | Singles match o Impact World Championship                               | 14:45 |
| (c) – mistrz/mistrzyni przed walką | |                                                                         |       |